# Joaquim Mendes da Costa
Joaquim Mendes da Costa (São João da Boa Vista, 25 de janeiro de 1912 – ?), mais conhecido como Mendes, foi um futebolista brasileiro que atuava como atacante.

## Carreira
Iniciando sua carreira no SE Sanjoanense, Mendes também jogou no Sarkis de Itapira e no Amparo AC antes de se tornar profissional em 1932 no AA São Bento da capital paulista.
Com o fim do time, defendeu o Santos em 1934, sendo um dos destaques do clube naquela temporada, com 10 gols em 17 jogos.
No final de 1934, foi convocado pela Seleção Paulista para a disputa do Campeonato Brasileiro de Seleções, onde foi titular em toda a campanha, artilheiro da equipe e na decisão do título contra a Seleção Carioca, no Rio de Janeiro, marcou 3 gols. No retorno à São Paulo, uma multidão recepcionou os campeões na Estação do Norte, Mendes foi carregado como herói para delírio do povo e passou a ser chamado pelo jornal A Gazeta Esportiva como “O Artilheiro do Tiro Selvagem”.
No ano seguinte, defendeu o Palestra Itália, onde fez 16 partidas e marcou 8 gols.
Em 1936, fez parte do elenco do Fluminense campeão estadual.
Em 1937, retornou a São Paulo para jogar no CA Estudante Paulista. Em 1938, com a incorporação do clube ao São Paulo FC, ele se juntou à equipe, onde atuou ate 1942, fez 94 partidas marcando 24 gols.
Jogou pelo Juventus e Ponte Preta antes de se aposentar.

## Títulos
Seleção Paulista
- Campeonato Brasileiro de Seleções Estaduais: 1934 (FBF)[16]

Fluminense
- Campeonato Carioca: 1936 (LCF)[10]

São Paulo
- Torneio Início: 1940